# 대한민국의 텔레비전 드라마 목록 (ㅍ)
대한민국의 텔레비전 드라마 목록 (ㅍ)에서는 ㅍ으로 시작되는 제목의 대한민국의 드라마를 서술한다.

## 파
- 파도 (1999년 드라마)
- 파도야 파도야
- 파라다이스 목장
- 파란만장 미스김 10억 만들기
- 파랑새는 있다 (1997년 드라마)
- 파랑새의 집
- 파리의 연인
- 파문 (드라마)
- 파수꾼 (드라마)
- 파스타 (드라마)
- 파일럿 (드라마)
- 파천무 (1980년 드라마)
- 파천무 (1990년 드라마)
- 판타스틱 (드라마)
- 팝콘 (드라마)
- 패션 70's
- 패션왕 (드라마)

## 퍼
- 펀치 (드라마)
- 평일 오후 세시의 연인
- 펜트하우스
- 펜트하우스 2
- 펜트하우스 3

## 포
- 포도밭 그 사나이
- 포레스트 (드라마)
- 포세이돈 (드라마)
- 포옹 (1981년 드라마)
- 포옹 (1998년 드라마)
- 폭풍 속으로 (1997년 드라마)
- 폭풍 속으로 (2004년 드라마)
- 폭풍의 계절
- 폭풍의 여자
- 폼나게 살거야

## 푸
- 푸른 물고기
- 푸른 바다의 전설
- 푸른 안개
- 푸른 해바라기
- 풀잎마다 이슬
- 풀하우스
- 품위있는 그녀
- 풍란 (드라마)
- 풍문으로 들었소
- 풍선껌 (드라마)

## 프
- 프라하의 연인
- 프로포즈 (드라마)
- 프리스트 (드라마)
- 플레이어 (2018년 드라마)

## 피
- 피고인 (드라마)
- 피노키오 (드라마)
- 피리부는 사나이 (2016년 드라마)
- 피아노 (1998년 드라마)
- 피아노 (2001년 드라마)
- 펜트하우스 (드라마)
- 펜트하우스 2
- 펜트하우스 3